# Estació de València - Joaquim Sorolla
|  | No s'ha de confondre amb l'estació de metro de Jesús, anteriorment anomenada Joaquim Sorolla.. |

L'Estació de València-Joaquín Sorolla és una estació de ferrocarril d'Adif situada a la part darrera de l'Estació del Nord de València. Es tracta d'una estació provisional fins que es construïsca la definitiva Estació Central, prop de la ubicació actual. L'Estació de València-Joaquín Sorolla és una estació terminal dissenyada per a rebre el ferrocarril d'alta velocitat de la línia Madrid-València en superfície.

## Història
L'estació fou inaugurada el 17 de desembre de 2010 i es començà a construir l'abril de 2009 a l'extrem oest de la platja de vies de l'Estació del Nord de la ciutat.
En un futur, aquesta platja de vies serà soterrada, incloses les vies de la línia de l'AVE, i l'espai que ocupen passaran a ser un gran parc urbà, l'anomenat Parc Central. L'AVE arribarà a la ciutat sota-terra mitjançant un túnel el que implicarà la construcció d'una nova estació (la futura Estació Central) i inhabilitant l'actual Estació Joaquim Sorolla de València. El túnel, ja en construcció, creuarà la ciutat en direcció a Castelló i permetrà que l'estació feroviària de València deixe de ser un cul-de-sac.

## Edifici
L'edifici és de planta rectangular amb dues zones clarament diferenciades: el gran hangar, de planta igualment rectangular, i l'edifici de viatgers pròpiament dit, de planta en "U" i pilars independents de l'estructura de l'hangar.
Les façanes estan rítmicament desenvolupades segons mòduls de policarbonat envidrat propi d'una estructura provisional i d'un sol ús com és aquesta.

### Ubicació
L'entrada principal a l'estació està situada en el carrer Sant Vicent, si bé té un altre accés en el carrer Mestre Sosa cantonada Filipines. El conjunt de vies i edifici està flanquejat pels carrers Sant Vicent i Alacant a l'est i oest respectivament i l'avinguda Giorgeta al sud/sud-oest. Al sud discorre el feix comú de línies ferroviàries que parteixen d'aquesta estació terminal i al nord està el feix que acaba a l'Estació del Nord.
Està ben comunicada amb la xarxa de MetroValencia, amb dues de les seues estacions (Jesús i Bailén) a escassos minuts a peu. L'escassa distància respecte a l'Estació del Nord permet la bona connexió amb el servei ferroviari ofert per aquesta.

## Servei ferroviari
|}
L'estació disposa de 6 vies d'ample internacional i 3 d'ample ibèric per a explotar la línia d'alta velocitat. Compta amb 3 andanes de 10 metres d'ample i l'andana central, capaç de permetre l'estacionament de composicions dobles, té una longitud de 410 metres, i les dues andanes laterals una longitud de 230 m.

### Distribució de les vies
| Via | Línies - Principals destinacions                    | Observacions            |
| --- | --------------------------------------------------- | ----------------------- |
| 1-3 | Requena-Utiel - Cuenca FZ - Madrid Puerta de Atocha | Via LAV Madrid-València |
| 4-6 |                                                     | Llarga distància        |
| 7-8 | Euromed Alacant - Barcelona Sants                   | Llarga distància        |
| 9   | Alvia Castelló - Madrid / Gandia - Madrid           | Llarga distància        |